# Wilson Rawls
Woodrow Wilson Rawls (24. září 1913, Scraper, Oklahoma – 16. prosince 1984, Marshfield, Wisconsin) byl americký spisovatel, proslulý svými dvěma knihami pro děti a mládež Kde roste červené kapradí (1961, Where the Red Fern Grows) a Léto s opicemi (1976, Summer of the Monkeys).

## Život
Wilson Rawls se narodil na území kmene Čerokíů v Oklahomě na Ozarkské vysočině, v malém městečku Scraper. Protože nikde poblíž nebyla žádná škola, vzdělávala jej doma jeho matka. Již v mládí se rozhodl pod vlivem četby Jacka Londona, že bude spisovatelem. Když ale roku 1929 vypukla v USA Velká hospodářská krize, musel odejít z domova hledat si práci. Roku 1935 se jeho rodina odstěhovala do Albuquerque v Novém Mexiku, kde zaměstnali jeho otce.
Rawls se stal tesařem a jako tesař pracoval v Jižní Americe, v Kanadě a na Aljašce. Během tohoto období napsal pět příběhů včetně první verze knihy Kde roste červené kapradí. Díky nedostatečnému vzdělání obsahovaly však jeho rukopisy velké množství gramatických chyb, a tak byly všude odmítnuty.
Koncem padesátých let pracoval Rawls pro stavební firmu ve městě Idaho Falls. Firma zde působila na základě smlouvy s Komisí pro jadernou energii a Rawls se při práci seznámil se svou budoucí ženou, rozpočtovou analytičkou Komise.
Před svatbou roku 1958 Rawls spálil všechny své rukopisy, ale když své manželce prozradil svou touhu stát se spisovatelem, přesvědčila jej, aby nějaký příběh napsal. Během tří týdnů Rawls vytvořil novou verzi rukopisu Kde roste červené kapradí, který mu manželka zredigovala. Příběh vycházel nejprve na pokračování v The Saturday Evening Post a poté vyšel roku 1961 knižně. Kniha získala několik cen a stala se nedílnou součástí americké dětské literatury.
V letech 1975 až 1984 žil Rawls se svou manželkou v městečku Cornell ve Wisconsinu. Zde napsal ještě jednu knihu, Léto s opicemi, kterou mu rovněž zredigovala jeho manželka a která po svém vydání v roce 1976 získala také několik ocenění a stala se rovněž klasikou.
Rawls zemřel na rakovinu roku 1984 v Marshfieldu ve Wisconsinu.

## Literární dílo
- Where the Red Fern Grows (1961, Kde roste červené kapradí), příběh o přátelství chlapce a jeho dvou psů.
- Summer of the Monkeys (1976, Léto s opicemi), úsměvný i dojemný příběh chlapce žijícího na farmě v osamělé a divoké krajině.

## Filmové adaptace
- Where the Red Fern Grows (1974, Kde roste červené kapradí), americký film, režie Norman Tokar.
- Where the Red Fern Grows: Part Two (1992, americký film založený na charakterech knihy Kde roste červené kapradí, režie Jim McCullough Jr.
- Summer of the Monkeys (1998, Léto s opicemi), kanadský film, režie Michael Anderson.
- Where the Red Fern Grows (2003, Kde roste červené kapradí), americký film, režie Lyman Dayton a Sam Pillsbury.

## Česká vydání
- Léto s opicemi, Albatros, Praha 2003, přeložila a upravila Monika Vosková.